# Problem trgovskega potnika
Problem trgovskega potnika (angleško traveling salesman problem (TSP)) je dobro znan problem. Trgovski potnik mora obiskati določeno množico mest tako, da bo pri tem prehodil čim krajšo pot in se vrniti v izhodišče.
Je NP-težek problem v kombinatorični optimizaciji pomemben pri operacijskih raziskavah, matematični optimizaciji in teoretičnemu računalništvu.
Problem potujočega kupca in problem vožnje z vozilom sta oba posplošitvi TSP.
Obstajajo trije načini reševanja
- reševanje problema trgovskega potnika z dinamičnim programiranjem
- reševanje problema trgovskega potnika s sestopanjem
- reševanje problema trgovskega potnika z metodo razveji in omeji